# Soziologiemagazin
Das Soziologiemagazin ist eine deutsche Fachzeitschrift im Bereich der Soziologie, die sich vor allem an Nachwuchswissenschaftler richtet.

## Geschichte und Gegenwart
Der soziologiemagazin e. V., der 2007 auf dem 1. Studentischen Soziologiekongress gegründet wurde, will eine Brücke schlagen zwischen etablierter Wissenschaft und einer kritischen, studentischen Perspektive. Studierende und Soziologieinteressierte sollen dabei die Möglichkeit erhalten, erste nachwuchswissenschaftliche Artikel zu veröffentlichen. Als Plattform dient dazu das Soziologiemagazin und der soziologieblog. Während auf dem Blog Beiträge frei und ohne Auswahlverfahren gepostet werden können, gibt es für das Magazin ein Call4Papers zu einem Schwerpunktthema. Die hier eingereichten Beiträge werden dann durch die Redaktion und den Wissenschaftlichen Beirat ausgewählt und betreut. Das Soziologiemagazin erscheint als kostenloses eJournal sowie als Print-On-Demand.
Seit Oktober 2012 kooperiert der Verein mit dem Verlag Barbara Budrich, weshalb das Magazin nun im VBB verlegt wird. In diesem Zusammenhang entschied die Redaktion die Streichung „Studentisches“ aus dem Namen, sodass das Magazin fortan nur noch „Soziologiemagazin“ heißt. Inhaltliche Änderungen gehen mit der Namensänderung nicht einher.

## Bisherige Ausgaben

### Reguläre Ausgaben
1. Soziologie – Quo Vadis? (2008)
2. Gemeinschaft und Gesellschaft (2009)
3. Wahnsinn und Normalität – oder: Der ganz normale Wahnsinn? (2010)
4. FreiRäume (2011)
5. Tod und Sterben (1/2012)
6. Wirtschaft – Arbeit – Märkte (2/2012)
7. Sex, Gender, Diversity und Reifikation – (Wozu) brauchen wir (ein) Geschlecht? (1/2013)
8. Kriminalität und soziale Normen – Wer weicht hier eigentlich wovon ab? (2/2013)
9. Krisen und Umbrüche – Wie wandeln sich Gesellschaften? (1/2014)
10. Emotionen – Wie sozial sind unsere Gefühle? (2/2014)
11. Soziologie, Reflexion, Gesellschaft – Was soll Soziologie? (1/2015)
12. Bildung, Wissen und Eliten. Wissen als Kapital und Ressource? (2/2015)
13. Die Gesellschaft von morgen: Utopien und Realitäten (1/2016)
14. Gewalt, Macht, Herrschaft – Gesellschaft total? (2/2016)
15. Soziologie des Essens – Zubereitung, Konsum und Verteilung in Gegenwart und Zukunft (1/2017)
16. Entfremdung – Und wovon eigentlich?! (2/2017)
17. Prekäre Lebenswelten – Wie weit ist es nach unten? (1/2018)
18. Konsum und Verhalten in postmaterialistischen Gesellschaften (2/2018)

### Sonderausgaben
1. Sonderheft 1: Soziale Teilhabe: Prekarität, Gerechtigkeit und Ungleichheit (2012)
2. Sonderheft 2: Komplexe neue Welt. Ausgewählte Beiträge vom 3. Studentischen Soziologiekongress 2011 (2012)
3. Sonderheft 3: Fürsorge Relationen. Theoretische und empirische Sichtweisen auf Care (2018)

## Wissenschaftlicher Beirat
Der wissenschaftliche Anspruch der Redaktion wird durch den wissenschaftlichen Beirat sichergestellt. Diesem Beirat gehören an (2014): Brigitte Aulenbacher, Birgit Blättel-Mink, Ulrich Bröckling, Aldo Haesler, Hubert Knoblauch, Reinhard Kreckel, Diana Lindner, Kurt Mühler, Yvonne Niekrenz, Harald Ritzau, Paula-Irene Villa, Georg Vobruba und Ernst von Kardorff.

## Redaktion
Die Redaktion untersteht einer größeren Fluktuation, da die Redaktionsmitglieder aus mehrheitlich ehrenamtlich arbeitenden Studierenden und Nachwuchswissenschaftlern besteht. Auch die Chefredaktion unterliegt dem Rotationsprinzip, um Mitglieder einerseits zu entlasten und andererseits allen Mitgliedern die Möglichkeit der Weiterbildung zu geben.
Hinzu kommt ein erweiterter Kreis von Mitarbeitenden.

## Sonstige Aktivitäten
Das Soziologiemagazin war auf dem 37. Kongress der DGS (Deutsche Gesellschaft für Soziologie) mit dem Thema „Routinen der Krise – Krise der Routinen“ mit einer Ad-hoc-Gruppe mit dem Schwerpunkt „Krise der Kommunikation: Wo bleibt der soziologische Diskurs?“ vertreten. Im März 2017 veröffentlichte die Frankfurter Allgemeine Sonntagszeitung einen Artikel über studentisches Publizieren, in dem neben den Magazinen 360° und dem Geschichtsportal Aventinus auch das Soziologiemagazin vorgestellt wurde. Das Soziologiemagazin kooperiert außerdem auch mit anderen Nachwuchsplattformen. Auf der Tagung „Gefährdete Konstellationen. Unsichere Ordnungen und prekäres Leben“ der Deutschen Nachwuchsgesellschaft für Politik und Sozialwissenschaften (DNGPS) moderierte eine Redakteurin des Soziologiemagazins die Podiumsdiskussion „Prekäres Arbeiten (in) der Hochschule“.